# 윤활유

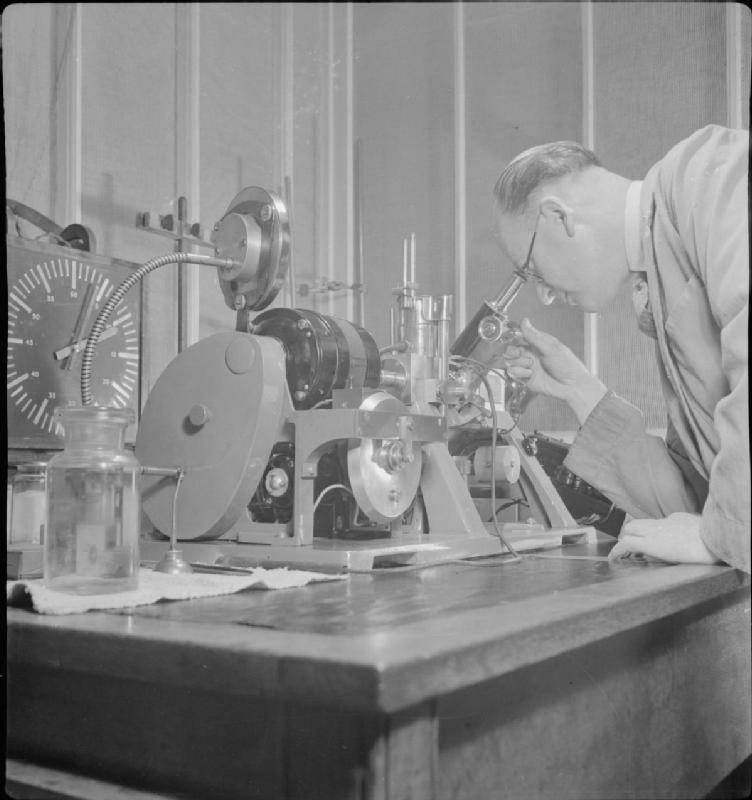

윤활유(潤滑油)는 고체와 고체 사이에 작용하여 표면의 상태를 변화시킨다. 고체와 고체 사이에 스며들어 두 면이 직접 접촉하는 것을 방지하여, 양자가 상대 운동을 할 때에 일어나는 마찰을 감소시키는 작용을 한다. 가까운 윤활의 예로서 스케이트가 있다. 스케이트가 잘 미끄러지는 것은 스케이트의 칼날과 얼음이라고 하는 고체 사이에 얇은 물의 층이 생겨, 이 물이 윤활유의 작용을 하고 있기 때문이다. 압력이 높은 곳에서는 얼음의 융해점이 내려가서 0°C 이하에서도 얼음이 녹는다. 스케이트 칼날 밑의 얼음은 사람의 체중에 상당하는 압력이 가해지기 때문에 얼음의 일부가 녹아 물의 층을 만들고 있으며, 이것이 윤활 작용을 한다.

## 윤활유의 성질
기계의 베어링 등의 움직임이 나쁠 때는 기름을 친다. 그러면 축과 베어링 사이의 마찰이 작아지고 움직임이 부드러워진다. 이와 같이 상대운동을 하는 물체의 사이에 마찰을 감소시킬 목적으로 여러 종류의 윤활유를 사용하고 있다. 윤활유는 적당한 점도를 가지며, 온도에 의한 점도의 변화가 적고, 고체의 표면에 안정한 기름의 막을 형성하는 성질이 있어야 한다. 또 급격한 시동에 의해 갑자기 큰 힘이 가해지더라도 기름의 막이 파괴되지 않아야 한다. 또한 윤활유는 인화성이 없어야 함은 물론, 열이나 산에도 안정해야 하고, 부식성도 없어야 한다.

## 윤활유의 종류
현재 윤활유로서 사용되고 있는 것의 대부분은, 원유에서 가솔린분을 빼낸 나머지의 비교적 비점이 높은 잔류분으로 만들어지고 있다. 이들은 직쇄상(直鎖狀)의 알킬기를 가지고 있거나, 나프탈렌 핵·환상의 알킬기 및 이중결합 등을 갖는 화합물이 섞여 있는 것이다. 이들의 원자단에는 부대전자라고 하는 전자가 있으며, 이 부대전자는 금속의 표면에 잘 밀착하기 때문에 안정한 기름의 피막을 쉽게 만든다. 따라서 윤활유로서는 이들의 기(基)나 결합을 가지는 것이 바람직하다. 이러한 의미에서 본다면 원유에서 얻는 것보다는 동식물유에서 얻는 편이 유리하나, 반면 동식물유는 화학적으로 불안정하여 변질·부패하는 결점이 있다. 드물게 사용되고 있는 식물유에는 비교적 안정한 피마자유와 대두유가 있으며, 이것은 내연기관에도 사용되고 있다.
최근의 합성화학의 진보는 윤활유의 분야에도 침투하여, 특히 정밀도가 요구되는 카메라·시계와 같은 정밀기계에는 새로운 합성 윤활유가 사용되기에 이르렀다. 그 한가지 예로 나프탈렌핵에 알킬기를 첨가한 합성 윤활유가 있다. 이 윤활유는 주로 나프탈렌핵이 금속의 표면에 밀착하고, 알킬기는 털과 같이 금속의 표면을 덮어 굴림대와 같은 작용을 하여 미끄럼을 좋게 하는 것으로 추정되고 있다.
일상생활에서는 마찰을 줄이기 위해 굴림대를 사용하거나 초를 칠하거나 하는데, 흥미 있는 것은 분자의 레벨에서도 마치 그와 꼭 같은 작용을 하는 것이 있다는 점이다.